# 창녕 지석묘
창녕 지석묘(昌寧 支石墓)는 대한민국 경상남도 창녕군 장마면에 있는 무덤이다. 1974년 2월 16일 경상남도의 기념물 제2호로 지정되었다.

## 현지 안내문
지석묘는 청동기시대의 대표적인 무덤으로 고인돌이라고도 부르며, 주로 경제력이 있거나 정치권력을 가진 지배층의 무덤으로 알려져 있다.
우리나라의 고인돌은 4개의 받침돌을 세워 지상에 무덤방을 만들고 그 위에 거대하고 평평한 덮개돌을 올려놓은 탁자식과, 땅속에 무덤방을 만들고 작은 받침돌을 세운 뒤 그 위에 덮개돌을 올린 바둑판식으로 구분된다.
경상남도 창녕시 장마면에 있는 이 고인돌은 바둑판식으로 원래 7기의 고인돌이 북두칠성 모양으로 무리지어 있었는데, 지금은 파괴되어 2기만 남아 있다. 1기는 덮개돌이 있고 그 밑에 평평한 판석을 이용하여 길이 1m, 너비 0.3m의 돌상자 형태로 무덤방을 만들었다. 2기는 덮개돌은 없어졌고 하부구조만 남아있다. 길이 0.67m, 너비 0.27m의 돌상자 형태로 무덤방을 만들고 벽면과 바닥도 정연하게 쌓아 그 위에 2중으로 덮개돌을 올려 놓았다.
이 고인돌은 구릉의 정상부에 위치하고 있어 구릉 밑이나 평지에 있는 고인돌과는 다른 입지조건을 보여주는 것으로 학술상 가치가 크다.

## 참고 자료
- 창녕 지석묘 - 국가유산청 국가유산포털